# Karl Decker (Offizier)
Karl Decker (* 30. November 1897 in Borntin bei Neustettin; † 21. April 1945 in Groß-Brunsrode) war ein deutscher General der Panzertruppe im Zweiten Weltkrieg.

## Leben
Decker trat kurz nach Ausbruch des Ersten Weltkriegs am 3. August 1914 als Offiziersanwärter in das Infanterie-Regiment „von der Goltz“ (7. Pommersches) Nr. 54 ein und kam mit diesem an der Westfront zum Einsatz. Am 18. November 1914 wurde er verwundet, nach seiner Genesung dem I. Ersatz-Bataillon seines Regiments zugeteilt und stand mit diesem ab dem 26. Januar 1915 den gesamten Krieg über an der Front. Hier erhielt Decker am 8. Mai 1915 seine Ernennung zum Fähnrich sowie seine Beförderung zum Leutnant am 12. Juli 1915. Vom 8. August bis 26. September 1916 erfolgte seine Kommandierung an die Kriegsschule nach Libau und vom 28. Januar bis 7. März 1917 absolvierte er einen Waffen-Offiziers-Lehrgang. Für sein Wirken während des Krieges erhielt Decker neben beiden Klassen des Eisernen Kreuzes das Hanseatenkreuz der Stadt Hamburg.
Nach Kriegsende erfolgte seine Übernahme in die Vorläufige Reichswehr. Nach Verwendung im Reichswehr-Infanterie-Regiment war Decker zunächst im Infanterie-Regiment 5 und wurde am 1. August 1921 zum Adjutanten im II. Bataillon ernannt. Am 1. April 1923 wurde Decker in das 6. (Preußisches) Reiter-Regiment nach Pasewalk versetzt, am 31. Juli 1925 zum Oberleutnant befördert und vom 3. Oktober 1927 bis 15. Februar 1928 an die Kriegsschule nach Dresden kommandiert. Am 1. Oktober 1930 übernahm er die 2. Eskadron seines Regiments in Schwedt an der Oder und wurde am 1. Mai 1931 zum Rittmeister befördert. Anschließend erfolgte am 15. Oktober 1935 seine Versetzung in den Regimentsstab. Nachdem er am 1. März 1936 Major geworden war, übertrug man ihm im Oktober 1936 das Kommando über das Panzerabwehrbataillon 38.
Am 1. April 1939 wurde Decker Oberstleutnant und mit Beginn des Zweiten Weltkriegs nahm er mit seiner Abteilung am Überfall auf Polen teil. Man übertrug ihm am 10. April 1940 die I. Abteilung des Panzer-Regiments 3, die er zunächst in Frankreich und später auf dem Balkan führte. Am 15. Mai 1941 erfolgte die Ernennung zum Kommandeur des Regiments und der Einsatz im Krieg gegen die Sowjetunion. In dieser Eigenschaft erhielt er am 13. Juni 1941 das Ritterkreuz des Eisernen Kreuzes sowie am 1. August 1942 das Deutsche Kreuz in Gold. Im Februar 1943 gab Oberst (seit 1. Februar 1942) Decker sein Kommando ab, wurde bis April 1943 in die Führerreserve versetzt und übernahm anschließend die Panzer-Brigade 21. Im Juli 1943 führte er die Panzerbrigade 10 bei Kursk. Ab 7. September 1943 wurde Decker mit der Führung der 5. Panzer-Division beauftragt und am 1. Dezember 1943 unter gleichzeitiger Beförderung zum Generalmajor zum Kommandeur ernannt. Er wurde am 4. Mai 1944 mit dem Eichenlaub zum Ritterkreuz des Eisernen Kreuzes (466. Verleihung) ausgezeichnet und am 1. Juni 1944 zum Generalleutnant befördert. Am 16. Oktober 1944 gab er das Kommando ab, wurde zunächst mit der Führung des XXXIX. Panzerkorps beauftragt und am 27. Dezember 1944 gleichzeitig Kommandierender General und General der Panzertruppe.
Als sich im April 1945 die Kapitulation seines Verbandes gegenüber US-amerikanischen Einheiten abzeichnete, beging Decker Suizid.